# INS Vagir (S41)
Pour les autres navires du même nom, voir INS Vagir.
L'INS Vagir (pennant number : S41) est un sous-marin diesel-électrique de classe Vela de la marine indienne.
Il a été nommé d’après une espèce de poisson des sables,.